# Рудич, Вера Ивановна
Вера Ивановна Рудич (1872—1943) — поэтесса, прозаик, переводчица.

## Биография
Из дворян. Детство провела с матерью и девятью братьями и сёстрами в Петербурге. Окончила Коломенскую гимназию (1889). В 1895 году опубликовала стихотворение в изданном в помощь нуждающимся ученицам гимназии сборнике «В добрый час». Окончила курсы сестёр милосердия Красного Креста (1896). Впоследствии мать с двумя братьями жили в Киеве на доходы от небольшого имения на Волыни, а Рудич с сестрой-учительницей — в Петербурге на собственные заработки. С 1907 года служила корректором, наборщицей (считала себя первой в России женщиной, освоившей наборную машину) в типографиях различных газет («Русь», «Новое время», «Речь»), брала на дом частную работу, в том числе переводы. Первая публикация — цикл «Мотивы» («Женщина», «Весенний бред», «Обвила ветка хмелевая…» (1894). Печаталась также в журнале «Мир Божий» («О, как холодно сердцу усталому…», «Замирает волна погребального звона…» (1894), поместила фельетон и юмористические стихи в журнале «Стрекоза» (подпись В. Р.; 1894, 1895). В дальнейшем сотрудничала в периодике самого различного направления — «Север» (стихотворение «В монастыре» — 1898), «Русский паломник» (1900), «Петербургская жизнь», «Нева» (1911), «Родная страна» (1912—1915), «Прекрасное далёко» (1913—1915), «Вестник Европы» (1914), «Дамский мир» (1915—1917), сборник «Русские чтения» (1909), но большей частью её публикации появлялись в «Новом времени» (и иллюстрированном приложении к газете); в издательстве А. С. Суворина выходили и все отдельные издания её произведений. О первом сборнике «Стихотворения» (СПб., 1902) с похвалой отозвался журнал «Мир Божий». Жизненная неустроенность, тяжёлая работа, сомнения в поэтическом предназначении привели к тому, что Рудич сочла свою литературную деятельность законченной, о чём немало сожалела. Пережив кризис, Рудич выпустила сборник «Новые стихотворения» (СПб., 1908), который (вместе с первым сборником 1902 года) удостоился Почётного отзыва комиссии Петербургской академии наук по присуждению Пушкинской премии в 1909 году.
В годы войны ухудшилось материальное положение Рудич. Она вновь вынуждена работать в типографии (иногда по две смены), брать на дом корректуру и переводы; одновременно печатается в периодике («Отмена визитов», «Народное дело», «Новое время»). После революции Рудич (1918—1924) жила в разорённой родовой усадьбе на Волыни, работала кухаркой и судомойкой в трудовом хозяйстве. Впечатления этих лет — в неопубликованных рассказах (злободневные «записи нашей деревенской жизни под бесчисленными сменявшимися здесь победителями»). Произведения Рудич изредка печатались в польской эмигрантской периодике. В 1924 году Рудич вернулась в Ленинград, с большим трудом устроилась в типографию «Красной газеты», где работала наборщицей и ночным корректором. Продолжала писать, состояла членом Союза поэтов. 21 февраля 1933 года была арестована, обвинена по статье 58—10 (антисоветская агитация) и приговорена к трём годам ссылки. Умерла в блокадном Ленинграде.